# Konstandinos Tsaldaris
Konstandinos Tsaldaris (gr. Κωνσταντίνος Τσαλδάρης; ur. 14 kwietnia 1884, zm. 15 listopada 1970) – grecki polityk, premier Grecji od 18 kwietnia 1946 do 24 stycznia 1947 i ponownie między 29 sierpnia a 7 września 1947.
Pierwszy rząd Tsaldarisa został sformowany po wygranych przez Partię Ludową, na czele której stał wyborach z 31 marca 1946, 18 kwietnia 1946. Rojalista i antykomunista, Tsaldaris dążył do wyeliminowania lewicy z życia politycznego Grecji, toteż w okresie urzędowania jego gabinetu doszło do ponownego zaostrzenia represji przeciwko byłym partyzantom ELAS (chwilowo ograniczonych przez poprzednika Tsaldarisa – Temistoklisa Sofulisa). Jego rząd popierany był przez Wielką Brytanię. W polityce zagranicznej domagał się koncesji terytorialnych na rzecz Grecji ze strony Bułgarii i Albanii oraz przyłączenia do Grecji Dodekanezu – jedynie w odniesieniu do tego terytorium odniósł sukces. Wielokrotnie zabiegał o amerykańską pomoc dla Grecji, twierdząc, że kraj jest bezpośrednio zagrożony komunizmem, a cała jego struktura społeczna nie przetrwa bez zagranicznego wsparcia.
W ocenie Clogga rząd Tsaldarisa przyczynił się do pogłębienia podziałów funkcjonujących w społeczeństwie greckim, marnując ostatnią szansę na zapobiegnięcie wojnie domowej.
Tsaldaris musiał odejść z urzędu premiera za sprawą nacisków amerykańskich, wchodząc następnie w skład nowego rządu Sofulisa jako minister spraw zagranicznych. Po raz drugi stanął na czele rządu w sierpniu 1947 i był premierem do września tego samego roku.